# Torymoides longicaudis
Torymoides longicaudis is een vliesvleugelig insect uit de familie Torymidae. De wetenschappelijke naam is voor het eerst geldig gepubliceerd in 2001 door Zerova & Seryogina.